# Convention des Nations unies sur la lutte contre la désertification
La Convention des Nations unies sur la lutte contre la désertification (CLD, ou CNULCD) est la dernière des trois conventions de Rio à avoir été adoptée. Elle a été adoptée à Paris, deux ans après le Sommet de Rio, le 17 juin 1994, et est entrée en vigueur le 25 décembre 1996, 90 jours après réception de la cinquantième ratification. 197 pays font partie de la CLD. 
Elle traite de la désertification définie comme « la dégradation des terres dans les zones arides, semi-arides et subhumides sèches par suite de divers facteurs, parmi lesquels les variations climatiques et les activités humaines » et des moyens de lutte adaptée : « mise en valeur intégrée des terres dans les zones arides, semi-arides et subhumides sèches, en vue d'un développement durable et qui visent à : prévenir et/ou réduire la dégradation des terres, remettre en état les terres partiellement dégradées, et restaurer les terres désertifiées ».

## Présentation de la Convention
Selon les dispositions de l'article 2 du texte de la Convention, l'objectif de cette Convention est « ...de lutter contre la désertification et d’atténuer les effets de la sécheresse dans les pays gravement touchés par la sécheresse et/ou la désertification, en particulier en Afrique, grâce à des mesures efficaces à tous les niveaux, appuyées par des arrangements internationaux de coopération et de partenariat, dans le cadre d’une approche intégrée compatible avec le programme Action 21, en vue de contribuer à l’instauration d’un développement durable dans les zones touchées. »
Pour atteindre cet objectif, les quatre principes suivants sont préconisés, dans l'article 3 de la Convention :

« (a) les Parties devraient s’assurer que les décisions concernant la conception et l’exécution des programmes de lutte contre la désertification et/ou d’atténuation des effets de la sécheresse soient prises avec la participation des populations et des collectivités locales, et qu’un environnement porteur soit créé aux échelons supérieurs pour faciliter l’action aux niveaux national et local ;
(b) les Parties devraient, dans un esprit de solidarité et de partenariat internationaux, améliorer la coopération et la coordination aux niveaux sous-régional, régional et international, et mieux concentrer les ressources financières, humaines, organisationnelles et techniques là où elles sont nécessaires ;
(c) les Parties devraient, dans un esprit de partenariat, instituer une coopération entre les pouvoirs publics à tous les niveaux, les collectivités, les organisations non gouvernementales et les exploitants des terres pour faire mieux comprendre, dans les zones touchées, la nature et la valeur de la terre et des rares ressources en eau, et pour promouvoir une utilisation durable de ces ressources ; et
(d) les Parties devraient prendre pleinement en considération la situation et les besoins particuliers des pays en développement touchés Parties, tout spécialement des moins avancés d’entre eux. »

Selon les dispositions de l'article 39 du texte de la Convention, le Secrétaire général de l’Organisation des Nations unies est le dépositaire de cette Convention. 

## Conférence des parties
La Conférence des parties (CP ou COP) s’est réunie annuellement entre 1997 et 2001, puis sur une base bisannuelle par la suite.
La 8e Conférence des Parties (COP-8), qui a eu lieu en septembre 2007 à Madrid (Espagne) a adopté le « Plan-cadre stratégique décennal visant à renforcer la mise en œuvre de la Convention pour la période 2008-2018 ».
Depuis sa 9e session de la Conférence des parties à la CLD (Buenos Aires, septembre et octobre 2009), le Comité chargé de l’examen de la mise en œuvre (CRIC) de la CLD a le statut d’organe subsidiaire. Par ailleurs, la COP-9 a convenu que son Comité scientifique et technique (CST-9), jusqu’ici composé de diplomates, serait désormais organisé dans le format des conférences scientifiques.

### Liste des COP
| COP    | Date                           | Lieu                     | Remarques |
| ------ | ------------------------------ | ------------------------ | --- |
| COP 1  | 29 septembre - 10 octobre 1997 | Rome (Italie)            | Publication d'un recueil de dessins humoristiques destiné aux représentants des divers pays participant à la Conférence, afin de diversifier les points de vue sans nier la gravité du problème |
| COP 2  | 30 novembre - 11 décembre 1998 | Dakar (Sénégal)          | |
| COP 3  | du 15 au 26 novembre 1999      | Recife (Brésil)          | |
| COP 4  | du 11 au 22 décembre 2000      | Bonn (Allemagne)         | |
| COP 5  | du 1er au 12 octobre 2001      | Genève (Suisse)          | |
| COP 6  | 25 août - 5 septembre 2003     | La Havane (Cuba)         | |
| COP 7  | du 17 au 28 octobre 2005       | Nairobi (Kenya)          | |
| COP 8  | du 3 au 14 septembre 2007      | Madrid (Espagne)         | |
| COP 9  | 21 septembre - 2 octobre 2009  | Buenos Aires (Argentine) | |
| COP 10 | du 10 au 20 octobre 2011       | Changwon (Corée du Sud)  | |
| COP 11 | du 16 au 27 septembre 2013     | Windhoek (Namibie)       | |
| COP 12 | du 12 au 23 octobre 2015       | Ankara (Turquie)         | |
| COP 13 | du 6 au 16 septembre 2017      | Ordos (Chine)            | |
| COP 14 | du 2 au 13 septembre 2019      | La Nouvelle Delhi (Inde) | Adoption de la "Déclaration de la Nouvelle Delhi: investir dans la terre et débloquer des opportunités" |
| COP 15 | du 9 au 20 mai 2022            | Abidjan (Côte d'Ivoire)  | |
| COP 16 | du 2 au 13 décembre 2024       | Riyad (Arabie saoudite)  | 40 % de la superficie émergées se dégradent par manque d'eau. Pour l'IRD, 3,2 milliards de terriens et 40 % des sols de la planète en pâtissent déjà, et la France, pour la première fois, se reconnait concernée (sur 1% de son sol : pourtour méditerranéen, Corse-du-Sud, La Réunion, la Guadeloupe et Mayotte, selon les observations du Comité scientifique français sur la désertification). Elle doit donc mettre en place un plan d’action contre la désertification. Cette COP, qui coincide avec le 30ème anniversaire de la mise en oeuvre de la convention, traite des sécheresses, de la restauration des terres et des tempêtes de sable et de poussière, et de sujets transversaux (pratiques agricoles, régimes fonciers, genre et migration). |

## Notoriété
La Journée mondiale de la lutte contre la désertification et la sécheresse, célébrée chaque 17 juin, marque l’anniversaire de l’adoption de la Convention des Nations unies sur la lutte contre la désertification en 1994 et sa mise en œuvre en 1996.